# Avoriaz

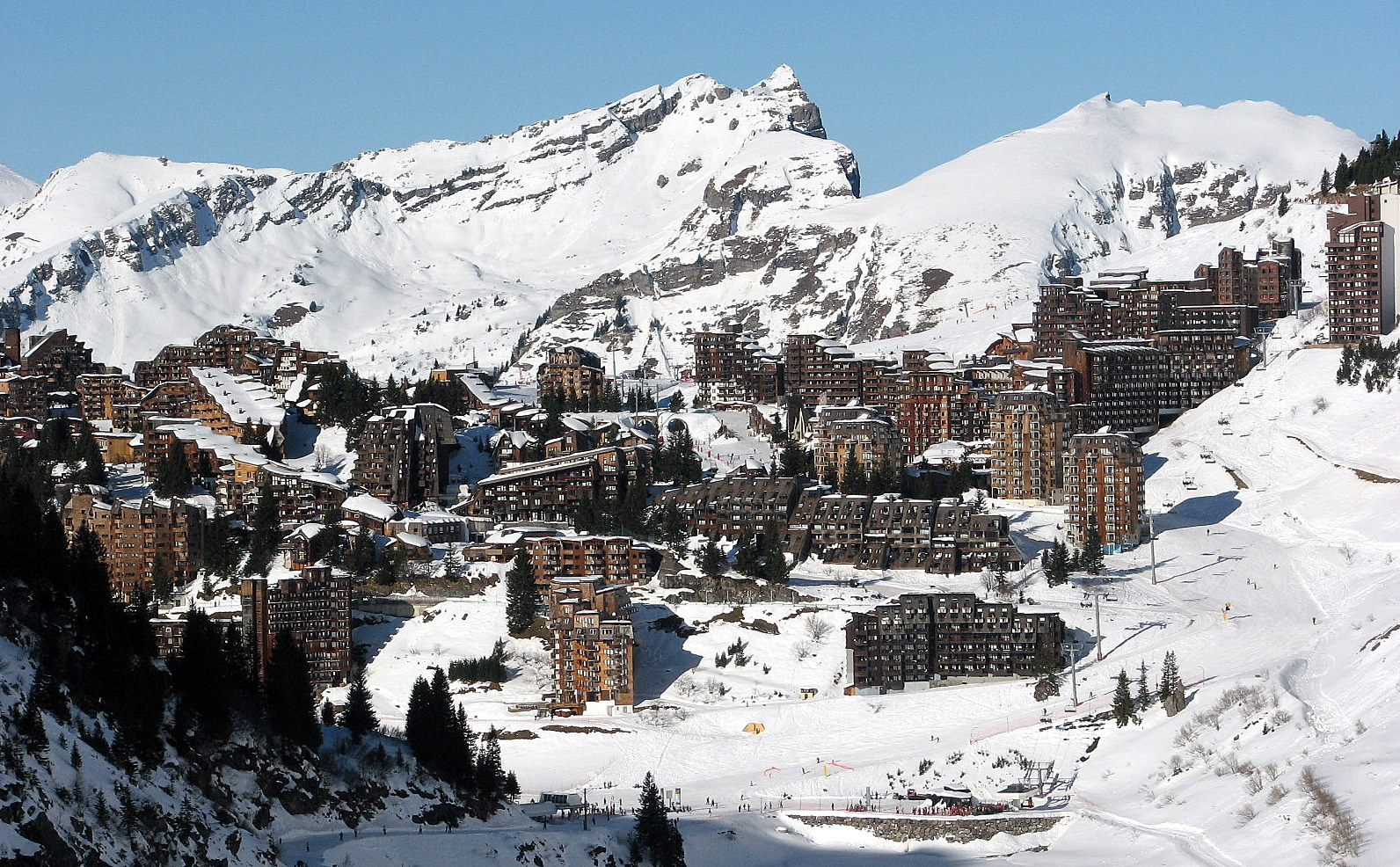
Avoriaz.

Avoriaz är en skidort i skidområdet Portes du Soleil i Haute-Savoie i Frankrike.
Skidorten har en mycket utpräglad arkitektur. Jacques Labro lät bygga hotellet Dromonts 1966 som blev tongivande för resten av samhället. De flesta husen är byggda i timmer och skiffer. Arkitekterna bakom husen i Avoriaz har vunnit priser som Académie des Beaux-Arts, Equerre d'Argent och silvermedaljen från Architectural Académie.